# دات آلیسون
دوروتی الیوت آلیسون (به انگلیسی: Dorothy Elliot Allison؛ زادهٔ ۱۷ اوت ۱۹۶۹ در ادینبرو، اسکاتلند) که به‌طور حرفه‌ای با نام دات آلیسون (به انگلیسی: Dot Allison) شناخته می‌شود، خواننده-ترانه‌پرداز اسکاتلندی است.